# Music Has the Right to Children
Music Has the Right to Children (deutsch: „Musik hat das Recht auf Kinder“) ist das erste Studioalbum des schottischen Electronica-Duos Boards of Canada. Das Album wurde in den Hexagon Sun-Studios produziert, dem Studio der Band. Es wurde von Warp Records und Skam Records am 20. April 1998 in Europa und am 20. August 1998 von Matador Records in den Vereinigten Staaten veröffentlicht. Als internationale Vertriebspartner fungierten Rough Trade Records und PIAS. Eine Wiederveröffentlichung mit Bonustrack erfolgte 2004. Ihr Erstlingswerk gilt als erfolgreichstes und von der Kritik am positivsten bewertetes Album von Boards of Canada. Music Has the Right to Children wird retrospektiv als stilbildender Klassiker des IDM-Genres bewertet.

## Produktion
Die Tracks auf dem Album nutzen mehrere Feldaufnahmen und intensive Klangmanipulationen. Mehrere Tracks des Albums bestehen aus Sequenzen, Fragmenten oder kompletten Stücken, welche schon einmal von Boards of Canada veröffentlicht wurden. Smokes Quantity erschien erstmals auf dem Album Twoism (1995). The Color of the Fire erschien erstmals in einer kürzeren Version auf A Few Old Tunes als I Love U. Die kurzen Tracks am Ende der Songs Triangles and Rhombuses sowie Sixtyten sind älter als das restliche Album und wurden später auf der inoffiziellen Kompilation Old Tunes veröffentlicht. Dort sind die Tracks separate Titel.
Viele der Samples in den Stücken sind nicht klar zu identifizieren. Der Track Aquarius jedoch nutzt ein Sample vom Song Aquarius/Let the Sunshine In von Galt MacDermot. Der Song stammt aus dem bekannten Musical Hair.

## Titelliste
Alle Songs wurden von Michael Sandison und Marcus Eoin Sandison komponiert und produziert.
Seite 1
1. Wildlife Analysis – 1:17
2. An Eagle in Your Mind – 6:23
3. The Color of the Fire – 1:45
4. Telephasic Workshop – 6:35
5. Triangles & Rhombuses – 1:50
Seite 2
6. Sixtyten – 5:48
7. Turquoise Hexagon Sun – 5:07
8. Kaini Industries – 0:59
9. Bocuma – 1:35
10. Roygbiv – 2:31
Seite 3
11. Rue the Whirl – 6:39
12. Aquarius – 5:58
13. Olson – 1:31
Seite 4
14. Pete Standing Alone – 6:07
15. Smokes Quantity – 3:07
16. Open the Light – 4:25
17. One Very Important Thought – 1:14
Bonustrack der Warp-Wiederveröffentlichung (2004)
18. Happy Cycling – 7:51

## Rezeption
Mark Richardson von Pitchfork lobte das Album in einer Review von 2004:

„Music has the Right to Children zeigte, dass Boards of Canada genial mit Texturen umgehen. Hier steckt Gott im Detail.“ „[...] Boards schafften es, die Kindheit wiederzubeleben, ohne niedlich oder putzig zu wirken. Es ist Kindheit, nicht wie man sie gelebt hat, sondern wie Erwachsene sich an sie erinnern. Die Zwischentöne voller Dunkelheit und ungewisser Spannung [...] reflektieren akkurat die Verwirrung einer Zeit, welche nicht mit einem Gefühl oder einer Emotion aufgerundet werden kann.“

John Bush vergab die Höchstwertung und urteilte auf Allmusic: 

„Das ist der pure Geist der Maschinen. Ähnlich wie vergessene, japanische Soundtracks oder einem rostenden Commodore 64, der kurz davor ist, den Geist aufzugeben. [...] Music has the Right to Children ist eine der besten elektronischen Veröffentlichungen 1998.“

Frank Sawatzki schrieb 1998 in der Rezension im deutschen Musikexpress:

„Michael Sanderson und Marcus Eoin reihen sich dabei nahtlos in die lange Reihe ambitionierter Warp-Künstler ein, die elektronisch erzeugte Musik auf eine neue Ebene transferieren, ohne dabei in künstlerischen Starrsinn oder überambitioniertes Avantgarde-Gehabe zu verfallen. Boards of
Canada gelingt es in den 17 strukturell abwechslungsreichen Songs, mit minimalem Aufwand Spannung zu erzeugen, die weit über herkömmliche elektronische Musik hinausgeht.“

In der Aufstellung der 500 besten Alben aller Zeiten des New Musical Express erreichte Music Has the Right to Children Platz 181.
Pitchfork wählte das Album auf Platz 35 der 100 besten Alben der 1990er Jahre sowie auf Platz 2 der 50 besten IDM-Alben aller Zeiten.
Die Zeitschrift Mojo führt es auf Platz 91 der 100 modernen Klassiker.
Spin wählte es auf Platz 98 der 300 besten Alben aus dem Zeitraum 1985 bis 2014.

„Von dem Moment an, in dem es Ende 1998 veröffentlicht wurde, verursachte es eine seismische Erschütterung in der Elektro-Szene. Ein neues Subgenre des Ambient war geboren, in dem pastorale Melodien mit dunkleren Unterströmungen vermischt wurden. Dieses Album bewies den Pessimisten, dass elektronische Musik nicht bloß geistig stimulierend war, sondern dass sie ebenso eine emotionale Tiefe erreichen konnte.“

Music Has the Right to Children wurde in die 1001 Albums You Must Hear Before You Die aufgenommen.

## Auszeichnungen für Musikverkäufe
| Land/Region                  | Auszeichnungen für Musikverkäufe (Land/Region, Auszeichnung, Verkäufe) | Verkäufe |
| ---------------------------- | ---------------------------------------------------------------------- | -------- |
| Vereinigtes Königreich (BPI) | Gold                                                                   | 100.000  |
| Insgesamt                    | 1× Gold ·                                                              | 100.000  |

## Trivia
- Der Track Happy Cycling war fälschlicherweise auf 500 Kopien der ersten US-Veröffentlichung des Albums nicht erhalten, obwohl das Cover der CD den Song in der Titelliste aufführte.
- Der Track Rue the Whirl erscheint in der Episode Mettle der britischen Sitcom Spaced.
- Der Track Kaini Industries wurde von Bibio für die Warp-Records-Kompilation Warp20 (Recreated) (2009) gecovert.